# John Frederick Lampe
John Frederick Lampe (Saxònia, 1703 - Edimburg, 25 de juliol de 1756) fou un compositor i musicòleg alemany.
El 1725 passà a Londres, on Handel el feu entrar en l'orquestra de l'Òpera. Va escriure: El drac de Wantley i Margery (operetes), Amalia i Roger i John (òperes), una cantata burlesca basada en una obra de Swift, i una altra que porta per títol Cantata and four english songs (Londres).
Però més tard fou conegut per un tractat d'harmonia i acompanyament que titulà A Plain and Compendions Method of Teaching Thorough Bass, etc., (Londres, 1737). També és autor del tractat The Art of Music (Londres, 1740.